# Mogurnda orientalis
Mogurnda orientalis är en fiskart som beskrevs av Allen och Hoese, 1991. Mogurnda orientalis ingår i släktet Mogurnda och familjen Eleotridae. IUCN kategoriserar arten globalt som livskraftig. Inga underarter finns listade i Catalogue of Life.